# Igreja Matriz de Santa Efigênia
A Igreja Matriz de Santa Efigênia é um templo católico situado no alto da Ladeira de Santa Efigênia em Ouro Preto, Minas Gerais, Brasil. Conhecida anteriormente como “Nossa Senhora do Rosário dos Pretos da Capela da Cruz do Alto do Padre Faria”, a Igreja Matriz de Santa Efigênia é de grande importância para o Barroco Mineiro, além de ter expressivos elementos simbólicos da cultura afro-brasileira. 

## História

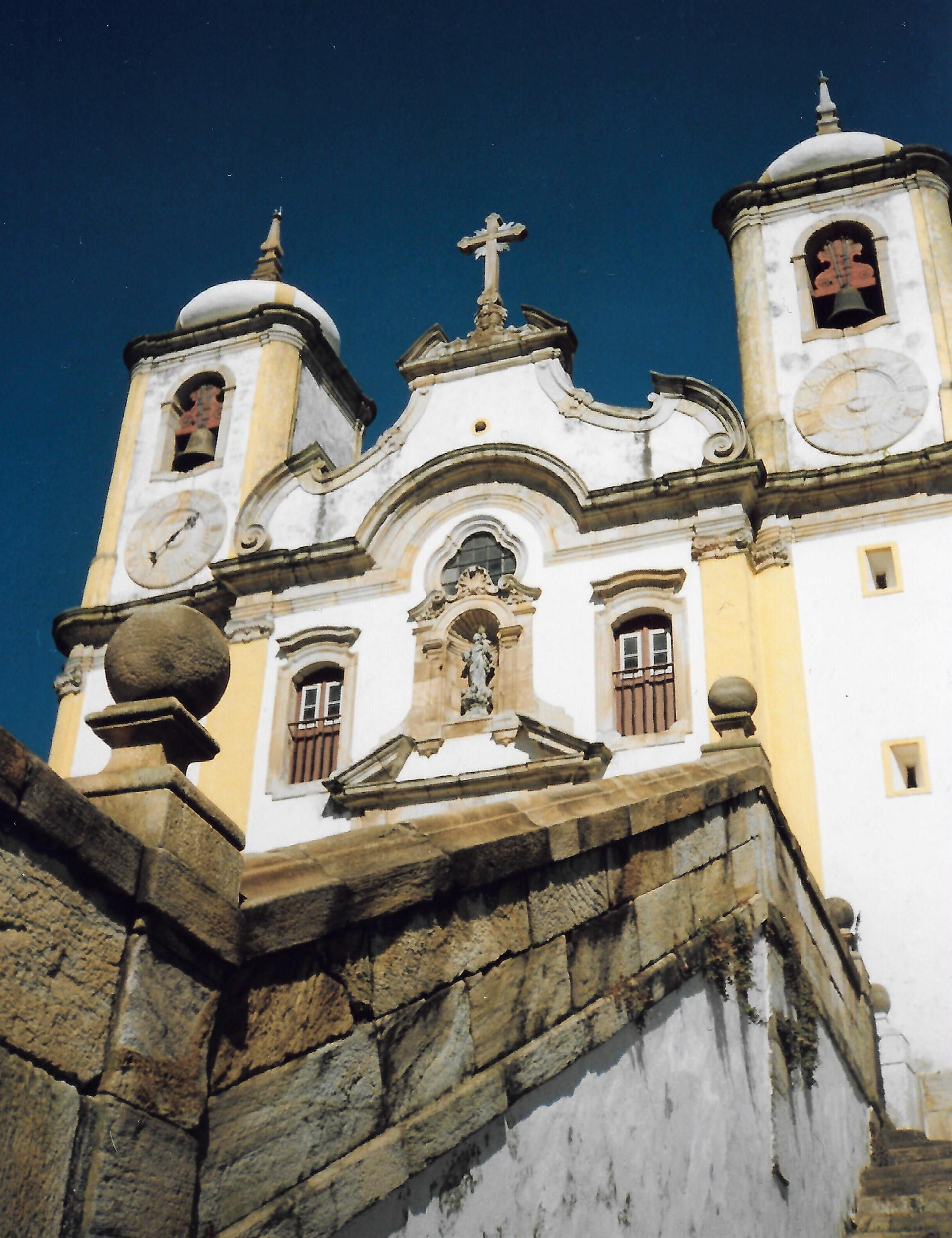
Detalhe

O início da história da Igreja Matriz de Santa Efigênia se dá com a confraria do Rosário, composta por negros, sendo eles escravos ou alforriados, que inicialmente era abrigada na Igreja Matriz de Nossa Senhora da Conceição de Antônio Dias. Com o grande crescimento da cidade a irmandade decidiu por fazer sua própria igreja, dedicada à Nossa Senhora do Rosário, mas que com o passar dos anos ficou conhecida pelo nome de Santa Efigênia, outra padroeira da Igreja.
Sua construção teve início por volta de 1734 com Antônio Coelho da Fonseca como responsável pela obra. A igreja foi finalizada quase cinquenta anos depois, por volta de 1785. Vários artistas importantes da época fizeram parte da construção, gerando um grande conjunto de características distintas. Manuel Francisco Lisboa, pai de Aleijadinho foi um dos principais fornecedores de madeira além de ter feito várias vistorias na obra. A partir de 1747 a ornamentação foi iniciada, tendo Francisco Branco como administrador da obra de altares, Francisco Xavier de Brito e Manuel Gomes da rocha com a estatuária, Felipe Viera encarregado pelo forro da capela-mor e obras de talha, além de Antônio Francisco Lisboa, o Aleijadinho, que esculpiu uma imagem em pedra sabão que fica na fachada da Igreja. Os pedreiros Henrique Gomes de Brito e João da Rocha concluíram a obra da cobertura do edifício por volta de 1767. O interior do templo conta com quatro altares dedicados a Santa Rita, Santo Antônio Noto, São Benedito e Nossa Senhora do Carmo. O teto da igreja é adornado com pinturas e um dos maiores simbolismos do templo fica na capela-mor, uma representação de um papa de cor negra. A fachada e a escadaria foram feitas entre 1777 e 1785.
A Igreja de Santa Efigênia foi tombada em nível federal em 1939.

## Características
A planta retangular da Igreja de Santa Efigênia é diferente das outras igrejas do entorno pois não apresenta corredores laterais à nave. Alguns aspectos são inovadores, como o recuo das torres em relação ao frontispício, os ângulos de junção arredondados, o coroamento em forma de bulbo, cornija semicircular acima do óculo e a decoração da portada, formada por um nicho, contendo a imagem de Nossa Senhora do Rosário. Segundo Myriam R. de Oliveira presume-se que foi a primeira igreja “a tirar partido efetivo das novas possibilidades construtivas permitidas pelo uso de alvenarias de pedra”.
Germain Bazin aponta que a planta da igreja pode ser considerada uma simplificação da planta tradicional, visando a obtenção de formas mais elegantes e funcionais.

## Reformas
Ao longo do século XIX, a igreja passou por inúmeras reformas, algumas até a descaracterizaram. Na década de 1960 foram realizadas algumas restaurações parciais pelo IPHAN.
Em 2008 a igreja foi fechada para iniciar uma série de restauros que duraram 6 anos. Foi realizada a descupinização, que era a maior causa de problemas, restauro do altar-mor, dos quatro altares laterais, dois púlpitos, forros da nave e capela-mor, porta quebra-vento e três altares do consistório. Foi adicionada uma manta de alumínio sob o forro a fim de afastar infiltrações, além de reparos no reboco das paredes. A Irmandade juntamente com a Igreja e o Museu de Arte Sacra complementaram o projeto realizando melhorias na parte elétrica, recuperando o lustre e visando a sonorização e segurança, além de inserir equipamentos anti-incêndio. A reinauguração ocorreu no dia 10 de maio de 2014.

## Leituras adicionais
- BAZIN, Germain. A Arquitetura Religiosa Barroca no Brasil
- MOURÃO, Paulo Kruger Correa. As Igrejas Setecentistas de Minas
- ALMEIDA, Lucia Machado de. Passeio a Ouro Preto
- TIRAPELI, Percival. Igrejas Barrocas do Brasil

## Ligações Externas
- Paróquia Santa Efigênia